# Ousman Bah
Ousman Bah (* 20. September 1969) ist ein gambischer Politiker.

## Leben
| Parlamentswahl | Stimmen | Stimmanteil |
| -------------- | ------- | ----------- |
| 2007           | 3.911   | 59,21 %     |
| 2012           | 4.000   | 53,99 %     |

Ousman Bah trat bei der Wahl zum Parlament 2007 als Kandidat der Alliance for Patriotic Reorientation and Construction (APRC) im Wahlkreis Sabach Sanjal in der Kerewan Administrative Area an. Mit 59,21 % konnte er den Wahlkreis vor den unabhängigen Kandidaten Alhagie S. M. Secka für sich gewinnen. Bei der Wahl zum Parlament 2012 trat Bah im selben Wahlkreis erneut an. Mit 53,99 % gewann er den Wahlkreis, vor Ousman Touray (NRP), erneut und konnte damit in die Nationalversammlung einziehen. Zu der Wahl zum Parlament 2017 trat Bah nicht als Kandidat an.
Im Frühjahr 2022 wurde Bah zum Gouverneur der Central River Region ernannt. Davor war er stellvertretender Gouverneur der Central River Region. Im Juni 2024 wurde er abberufen und zum stellvertretenden Staatssekretär im Verteidigungsministerium ernannt.